# Lecoro-Test
Der Lecoro-Test diente hauptsächlich dazu, Feuerwehrleute auf ihre Diensttauglichkeit zu untersuchen. Es handelte sich hierbei um eine Erweiterung des Conconi-Tests. Die Abkürzung steht für Leutenegger, Conconi und Rothrist. Dr. med. Frank Leutenegger entwickelte diesen Test Ende des 20. Jahrhunderts zusammen mit der Feuerwehr Rothrist.
Der Lecoro-Test untersuchte folgende Charakteristika (wobei nicht zwingend alle bei jedem Test bestimmt wurden):
- Körpermasse: BMI, Fettmasse, Bauchumfang
- Fettstoffwechsel und Blutzucker: Totalcholesterin und Glucose kapillär
- Lungenfunktion
- Herz- und Kreislauffunktion: Blutdruck, EKG, Belastungstest (Conconi-Test)

Der Lecoro-Test wurde mit einem Gespräch (normalerweise durchgeführt von Dr. Leutenegger persönlich) abgeschlossen, in welchem die individuelle Fitness besprochen und eine Trainings-Empfehlung zur Verbesserung der Leistungsfähigkeit abgegeben wurde. Daraufhin erhielt der Angehörige der Feuerwehr eine detaillierte Aufstellung der ermittelten Werte, und seine Feuerwehr einen Bescheid, ob die Atemschutz-Tauglichkeit noch gegeben ist oder nicht.